# Великі Шапи
Великі Ша́пи (рос. Большие Шапы, марій. Кугу Шап) — присілок у складі Медведевського району Марій Ел, Росія. Входить до складу Азяковського сільського поселення.

## Населення
Населення — 53 особи (2010; 49 у 2002).
Національний склад (станом на 2002 рік):
- лучні марійці — 84 %